# Apple News
Chronologie des versions
Kiosque
Apple News est une application et un widget pour iPhone, iPod touch, iPad, Apple Watch et Mac proposés par Apple.

## Histoire
L'application est disponible aux États-Unis, en Australie, et au Royaume-Uni. Elle est aussi depuis le 25 mars 2019 au Canada en version anglais et français. Par ailleurs le widget est disponible dans d'autres pays sans être sous la forme d'une application comme actuellement en France. Ce service est lancé avec la version iOS 9 et remplace par la même occasion l'application Newsstand.
En 2018, de nombreux éditeurs de presse se plaignent de l'opacité du système de sélection des sites présentés par l'application.
Au mois de mars 2019 lors de l'Apple Special Event au Steve Jobs Theater situé à Cupertino, Tim Cook annonce que Apple News est devenue la première application d'actualité et d'information au monde avec plus de 5 milliards d'articles lus chaque mois.
Depuis le 2 mai 2024 dans plusieurs pays, l'application et le widget ne sont plus disponible.

## Apple News+
Le 25 mars 2019, Apple annonce lors du March Event 2019, Apple News+, un service sur abonnement qui permet d'avoir accès à près de 300 magazines (Time, Fortune, National Geographic) ainsi qu'une sélection de quotidiens (tels que le Los Angeles Times ou le Wall Street Journal). Il s'agit d'une intégration de l'application d'abonnement aux médias numériques, Texture, qu'Apple avait racheté un an plus tôt.
Tim Cook invite ce même jour, Roger Rosner, vice-président des applications chez Apple pour présenter Apple News+ qui devient alors disponible avec la version 12.2 d'iOS et la mise à jour d'Apple News. Roger Rosner annonce par la suite que ce nouveau service proposera plus de 300 magazines et journaux. Il précise aussi que Apple n'autorise pas les annonceurs à pister les utilisateurs et qu'ils ne savent pas ce que vous lisez. Enfin, il précise que si une personne voulait souscrire à tous ces magazines, cela lui coûterait 8000 dollars par an. Ce service est donc payant et est disponible pour 9,99 dollars par mois avec le premier mois gratuit. Apple News+ est donc disponible le jour même aux États-Unis et au Canada, et en automne 2019 pour ce qui est de l'Australie et de l'Europe en commençant par le Royaume-Uni. Selon le quotidien new-yorkais The New York Times et relayé par le journal Les Échos, la nouvelle plateforme aurait déjà séduit plus de 200.000 utilisateurs lors des 2 premiers jours après son lancement.